# 费东斌
费东斌（1970年8月—），男，汉族，辽宁锦州人，中国共产党，中华人民共和国政治人物。长沙铁道学院运输管理工程铁道运输专业毕业，工程硕士。曾任河南省人民政府副省长，中共河南省委常委，交通运输部党组成员，国家铁路局局长、党组书记等职务。2025年6月，因涉嫌严重违纪违法接受审查调查。

## 生平

### 早年及铁路系统
1991年8月参加工作，历任沈阳铁路局沈阳分局苏家屯站见习生、助理工程师、上行车间副主任、调配室副主任、站长助理、副站长。1996年3月加入中国共产党。2001年12月，任沈阳铁路局车务处总工程师。2003年8月，任沈阳铁路局长春铁路分局副分局长。2004年12月，任沈阳铁路局通辽铁路分局副分局长。2005年3月，任沈阳铁路局通辽铁路办事处主任、党工委书记。2005年10月，任沈阳铁路局总工程师（副局级）。2006年12月，任沈阳铁路局副局长、总工程师。
2007年5月，任青藏铁路公司党委委员、常务副总经理（2008年2月正局级）。
2008年7月，任铁道部运输局副局长兼客运专线技术部主任。
2008年10月，任北京铁路局党委常委、常务副局长，中沙铁路项目专家组常务副组长。
2009年4月，任济南铁路局党委常委、常务副局长。

### 内蒙古自治区
2013年1月，任呼和浩特铁路局党委副书记、局长。
2013年，当选第十二届全国人民代表大会内蒙古地区代表。
2016年5月，任中共呼和浩特市委副书记、政法委书记兼市委党校校长（正厅级）。
2016年10月，任中共乌兰察布市委副书记、市长。
2018年2月，当选为第十三届全国人大代表。
2020年7月，任中共乌兰察布市委书记。

### 河南省
2021年4月，任河南省人民政府副省长。同年10月，当选为中共河南省委常委。

### 国家铁路局
2022年9月，任交通运输部党组成员，国家铁路局党组书记。同年10月任国家铁路局局长。

## 落马
2025年6月12日，中央纪委国家监委网站发布消息：费东斌因涉嫌严重违纪违法接受纪律审查与监察调查。7月3日被依法免去国家铁路局局长职务。